# جدول مدال‌های المپیک زمستانی ۱۹۸۰
جدول مدال بازی‌های المپیک زمستانی ۱۹۸۰ فهرستی از مدال‌های کسب شده توسط ورزشکاران است که در طول برگزاری بازی‌های المپیک زمستانی سال ۱۹۸۰ میلادی که در لیک پلاسید، نیویورک ایالات متحده آمریکا برگزار شد.

## جدول مدال‌ها
رتبه بندی این جدول توسط کمیته بین‌المللی المپیک (ioc) اعلام شده است.
      کشور میزبان (ایالات متحده آمریکا)
| رتبه  | کشور                      | طلا | نقره | برنز | مجموع |
| ۱     | اتحاد شوروی (URS)         | ۱۰  | ۶    | ۶    | ۲۲    |
| ۲     | آلمان شرقی (GDR)          | ۹   | ۷    | ۷    | ۲۳    |
| ۳     | ایالات متحده آمریکا (USA) | ۶   | ۴    | ۲    | ۱۲    |
| ۴     | اتریش (AUT)               | ۳   | ۲    | ۲    | ۷     |
| ۵     | سوئد (SWE)                | ۳   | ۰    | ۱    | ۴     |
| ۶     | لیختن‌اشتاین (LIE)         | ۲   | ۲    | ۰    | ۴     |
| ۷     | فنلاند (FIN)              | ۱   | ۵    | ۳    | ۹     |
| ۸     | نروژ (NOR)                | ۱   | ۳    | ۶    | ۱۰    |
| ۹     | هلند (NED)                | ۱   | ۲    | ۱    | ۴     |
| ۱۰    | سوئیس (SUI)               | ۱   | ۱    | ۳    | ۵     |
| ۱۱    | بریتانیای کبیر (GBR)      | ۱   | ۰    | ۰    | ۱     |
| ۱۲    | آلمان غربی (FRG)          | ۰   | ۲    | ۳    | ۵     |
| ۱۳    | ایتالیا (ITA)             | ۰   | ۲    | ۰    | ۲     |
| ۱۴    | کانادا (CAN)              | ۰   | ۱    | ۱    | ۲     |
| ۱۵    | مجارستان (HUN)            | ۰   | ۱    | ۰    | ۱     |
| ۱۵    | ژاپن (JPN)                | ۰   | ۱    | ۰    | ۱     |
| ۱۷    | بلغارستان (BUL)           | ۰   | ۰    | ۱    | ۱     |
| ۱۷    | چکسلواکی (TCH)            | ۰   | ۰    | ۱    | ۱     |
| ۱۷    | فرانسه (FRA)              | ۰   | ۰    | ۱    | ۱     |
| مجموع | مجموع                     | ۳۸  | ۳۹   | ۳۸   | ۱۱۵   |